# Eugnathia jugosa
Eugnathia jugosa là một loài bướm đêm trong họ Erebidae.